# 斯卡萬和羅特達倫國家公園
斯卡萬和羅特達倫國家公園（挪威語：Skarvan og Roltdalen nasjonalpark）是挪威的一座國家公園。斯卡萬和羅特達倫國家公園創建於2004年，面積441.5平方（170.5平方英里）。斯卡萬和羅特達倫國家公園內有一個大型的雲杉森林。